# さぬき空港公園
さぬき空港公園（さぬきくうこうこうえん）は、香川県高松市と綾川町に位置する香川県営の都市公園（広域公園）である。高松市から綾歌郡綾川町にかけて位置している。

## 概要
公園は香川県の中央、高松空港の北側から西側にかけて広がっており、名称も空港に隣接していることによる。
滑走路を離着陸する飛行機を間近で見学する事が出来る。そのため、家族連れや航空ファンが訪れ、スポッティングや撮影が行われる。
基本テーマは「人との出会い・空とのふれあい・自然との調和」。高松空港周辺地域の整備の一環として、香川県により1986年から整備が開始され、1990年1月に一部（記念広場　6.8ha）が開園した。その後、2007年4月までにカントリー、ポートヒル、アドベンチャー、スカイの４つのゾーン計68haがオープンしている。2011年現在も整備が行われており最終的には面積約100haになる予定である。
管理運営は2007年4月より指定管理者制度が導入されている。

## 施設
- カントリーゾーン：水辺の広場・催物広場
- ポートヒルゾーン：グラススキー場・そりゲレンデ
- アドベンチャーゾーン
- スカイゾーン

- 管理事務所：香川県高松市香南町由佐2953－1
- 公園休園日：12月29日から1月3日
- グラススキー場休園日：12月29日から1月3日と毎週木曜日（祝日と春休み、夏休み、冬休み期間は開園）

## 交通
高松市街より国道193号空港通り及び香川県道45号高松空港線経由約30分

## 周辺
- さぬきこどもの国
- 高山航空公園

## 参考資料
- 香川県土木史第2巻 (香川県建設技術協会) 207-208頁